# In Too Deep (песня Тияны Богичевич)
«In Too Deep» (с англ. — «Глубоко») — песня сербской певицы Тияны Богичевич, представленная на конкурсе «Евровидение-2017» в Киеве. Клип песни был выпущен 11 марта 2017 года, в то время как в цифровая версии был выпущен 10 апреля.

## Евровидение
27 февраля 2017 года Богичевич была утверждена в качестве представителя Сербии на Евровидении 2017 года. 6 марта была подтверждена песня «In Too Deep». Премьера музыкального видео песни состоялась 11 марта. Сербия соревновалась в первой половине второго полуфинала на Евровидении, но не смогла выйти в финал.

## Композиция
| №  | Название      | Длительность |
| -- | ------------- | ------------ |
| 1. | «In Too Deep» | 3:07         |

## История релиза
| Регион    | Дата           | Формат           | Лейбл           |
| --------- | -------------- | ---------------- | --------------- |
| Worldwide | 11 марта 2017  | Музыкальный клип | н/д             |
| Worldwide | 10 апреля 2017 | Digital download | Universal Music |